# Харитоновська (Морозовське сільське поселення)
Харито́новська (рос. Харитоновская) — присілок у складі Верховазького району Вологодської області, Росія. Входить до складу Морозовського сільського поселення.

## Населення
Населення — 37 осіб (2010; 48 у 2002).
Національний склад (станом на 2002 рік):
- росіяни — 100 %